# Louis de Rohan-Chabot

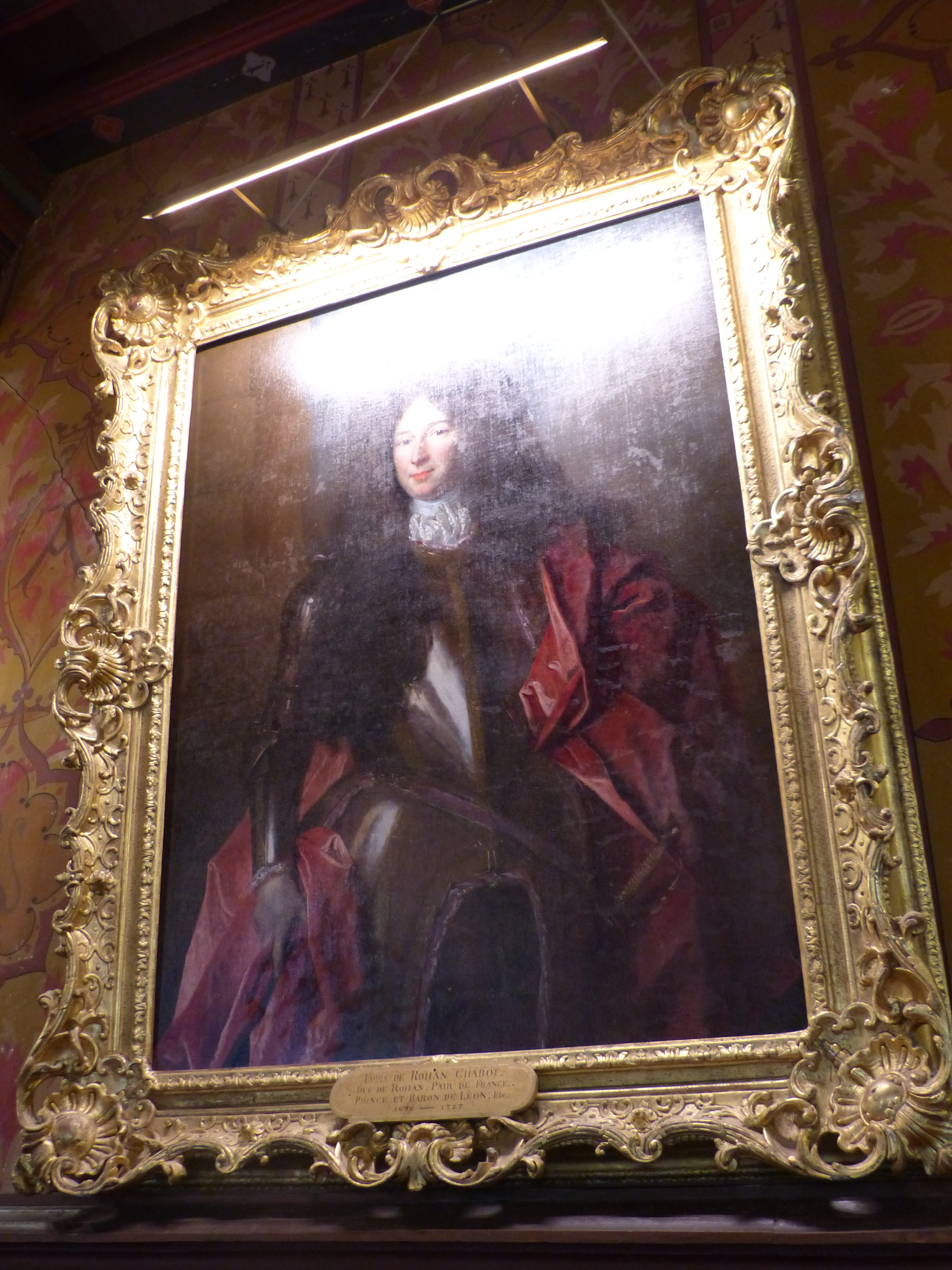
Porträt von Louis de Rohan-Chabot im Schloss Josselin

Louis de Rohan-Chabot (* 3. November 1652; † 17. August 1727), 5. Prince de Léon, 2. Duc de Rohan und Pair de France, war ein französischer Adliger aus der Familie Rohan-Chabot. Er war zudem Marquis de Blain, Comte de Porhoët et de Moret, Baron de La Garnache et de Beauvoir-sur-Mer, Seigneur de Saint-Aulaye, de Montlieu, d’Hieric et de Fresnay.

## Leben
Er wurde als jüngstes Kind von Henri Chabot und Marguerite de Rohan geboren. Er war zudem der einzige Sohn des Paares, der die Kindheit überlebte. Bereits im Alter von gut zwei Jahren, am 27. Februar 1655, wurde er als Erbe seines Vaters der 2. Herzog von Rohan. Seine vier Jahre ältere Schwester Anne de Rohan-Chabot war (wohl von 1669 bis 1675) eine der Mätressen Ludwigs XIV.
Er stand im Dienst des Königs in Flandern, nahm 1667 an den Belagerungen von Tournai, Douai und Lille teil. Bereits zuvor war er zum Präsidenten der Adelsversammlung der Bretagne ernannt worden.
Er heiratete Marie Élisabeth de Bec-Crespin de Grimaldi (* 4. April 1661; † 27. März 1743 in Paris), Erbtochter von François du Bec Crespin, Marquis de Vardes, Comte de Moret, und Catherine de Nicolai, Enkelin von Jacqueline de Bueil, der Mätresse von König Heinrich IV. Das Paar heiratete am 18. Juli 1678 im Schloss Saint-Cloud, der Residenz von Philippe de France, Monsieur (Bruder von Ludwig XIV.) und seiner Frau Elisabeth-Charlotte von der Pfalz, Madame.
Seine Frau brachte eine beträchtliche Mitgift mit in die Ehe, da sie das einzige Kind ihrer Eltern war. Louis und Jacqueline bekamen elf Kinder, von denen nur zwei Söhne und eine Tochter Nachkommen hatten.
Louis de Rohan-Chabot leistete am 12. Mai 1689 seinen Eid als Pair von Frankreich. Als die Angehörigen der Linie Guéméné des Hauses Rohan ihn aufforderten, Namen, Wappen und Titel der Familie seiner Mutter abzulegen, bestätigte König Ludwig XIV. 1706 seine Rechte, die aus dem Ehevertrag seines Vaters vom 13. Juni 1645 stammten.
Louis de Rohan-Chabot starb am 17. August 1727 im Alter von 74 Jahren. Marie Elisabeth überlebte ihn um gut 15 Jahre, sie starb in Paris im Alter von 81 Jahren.

## Nachkommen
Die Kinder von Louis de Rohan-Chabot und Marie Elisabeth du Bec-Crespin sind:
- Louis Bretagne Alain (* 26. September 1679; † 10. August 1738), 1727 3. Duc de Rohan, 6. Prince de Léon, Pair de France etc.; ⚭ 29. Mai 1708 Françoise de Roquelaure (* 1682/83; † 1741), Erbtochter von Antoine-Gaston de Roquelaure, 2. Duc de Roquelaure et de Lude, Pair de France, Marschall von Frankreich
- Marie Marguerite Françoise (* 25. Dezember 1680; † 28. Januar 1706), genannt Mademoiselle de Rohan; ⚭ 23. Mai 1700 Ludwig Peter Engelbert von der Marck, Graf von Schleiden, französischer Lieutenant-général, Grande von Spanien 1. Klasse, Ritter im Orden vom Goldenen Vlies (Nr. 714) († 1750)[3]
- Anne Henriette Charlotte (* 18. Juni 1682; † 12. Mai 1751), genannt Mademoiselle de Léon; ⚭ 19. Juni 1610 Alfons Franz Dominikus de Berghes, 2. Prince de Berghes, Grande von Spanien 1. Klasse, Ritter im Orden vom Goldenen Vlies (Nr. 641) († 1720) (Haus Glymes)
- Guy Auguste (* 18. August 1683; † 13. September 1760), Comte de Maillé-Seizploue, Vicomte de Bignon, Baron de Kerguéhéneuc, Seigneur de Coetmeur-Daoudour, genannt Comte de Chabot, Lieutenant-général; ⚭ (1) 30. Januar/7. Februar 1729 Yvonne Sylvie du Breil de Rays (* 1711/12; † 15. Juli 1740), Erbtochter von Charles du Breil, Marquis de Rays, und Sylvie de La Boissière de Brantonnet; ⚭ (2) 25. Mai 1744 Lady Mary Scholastica Howard (* 20. Februar 1721; † 16. Mai 1769) Tochter von William Stafford-Howard, 2. Earl of Stafford, und Anne Holman
- Françoise Gabrielle (* 5. Oktober 1685), geistlich zu Notre-Dame de Soissons
- Charlotte († Juni 1710)
- Charles Annibal (* 14. Juni 1687; † 5. November 1762), genannt Comte de Jarnac; ⚭ 10. Juni 1716 Henriette Charlotte Chabot, Comtesse de Jarnac, Marquise de Soubran etc. (* 4. Juni 1690; † 27. August 1769), Tochter von Louis Chabot, Comte de Jarnac, Witwe von Paul Auguste Gaston de La Rochefoucauld-Montendre
- Julie Victoire (* 3. Dezember 1688; † 10. Oktober 1730), geistlich zu Notre-Dame de Soissons
- Constance Eléonore (* 14. Februar 1691; † 1723), geistlich zu Notre-Dame de Soissons
- Marie Armande (* 4. Oktober 1692; † 29. Januar 1742), geistlich zu Notre-Dame de Soissons, dann zu Montmartre, zuletzt Priorin OSB zu Paris
- Marie Louise (* 24. Oktober 1697; † 1781), geistlich zu Notre-Dame de Soissons, dann Priorin zu Sainte-Scholastique bei Troyes, zuletzt Priorin zu Cherche-Midi[4]